# Джонс, Кенуайн
Кенуайн Джоуэл Джонс (англ. Kenwyne Joel Jones; род. 5 октября 1984, Пойнт-Фортин) — тринидадский футболист, выступавший на позиции нападающего. Участник Чемпионата мира 2006 в составе сборной Тринидада и Тобаго.

## Карьера

### Ранние годы
Кенуайн родился 5 октября 1984 года в семье Памфила и Лидии Джонсов. Окончил колледж Сент-Энтони, где познакомился со своим будущим партнером по «Сандерленду» Карлосом Эдвардсом. Его дядя Филберт Джонс тоже был футболистом — играл на позиции нападающего и даже участвовал в отборочном турнире к чемпионату мира 1990 года. Кенуайн Джонс начал игровую карьеру в команде «Джо Паблик» (из города Тунапуна), которая выступала в высшей лиге чемпионата Тринидада и Тобаго — TT Про Лиге. Вскоре перешёл в команду «Дабл-Ю Коннекшн» (из Сан-Фернандо), за которую отыграл два сезона.

### «Саутгемптон»
Контракт с «Саутгемптоном» Джонс подписал в июле 2002 года после неудачных просмотров в «Вест Хэм Юнайтед» и «Рейнджерс». Со слов Кенуайна, у него не было выбора: либо он стал бы футболистом в Европе, либо солдатом в Тринидаде и Тобаго. После ухода Джонса из «Дабл-Ю Коннекшн» глава клуба заявил, что Кенуайн станет самым значительным футболистом страны со времен Дуайта Йорка.
В «Саутгемптоне» Джонса практически сразу (с 17 сентября) сдали в аренду на полгода в «Шеффилд Уэнсдей», который на тот момент играл в Лиге 1. В новом клубе он забил 7 голов в 7 матчах и триумфально вернулся в «Саутгемптон» в январе 2005. Впрочем, за «Саутгемптон» Джонс в том сезоне сыграл только 3 игры (против «Ливерпуля» и «Бирмингема» в чемпионате и в дерби с «Портсмутом» в кубке) и с 11 февраля был отправлен в аренду до конца сезона в «Сток Сити».
В сезоне 2004/05, который «Саутгемптон» проводил в Чемпионшипе, Джонсу стали чаще доверять место на поле. Свой первый гол за «Саутгемптон» Джонс забил 9 августа 2005 года в матче с «Лутоном». 26 декабря 2006 года, в матче против «Кристал Пэлэс» Кенуайн получил первую в карьере красную карточку за нарушение на Марке Хадсоне. Сезон 2006/07 Джонс закончил с 16 забитыми мячами, и ходили слухи, что Кенуайна хочет приобрести за 5,5 млн фунтов стерлингов «Дерби Каунти».

### «Сандерленд»
29 августа 2007 года Джонс стал игроком «Сандерленда». За нового нападающего «Сандерленд» отдал 6 млн фунтов стерлингов и нападающего сборной Тринидада и Тобаго Стерна Джона. В первом же сезоне Джонсу стали поступать предложения от клубов топ-четверки. Так, «Ливерпуль» предлагал за него 12 млн фунтов и Питера Крауча. В сезонах 2007/08 и 2008/09 Кенуайн становился лучшим бомбардиром команды (в сезоне 2008/09 вместе с Джибрилем Сиссе), забив 7 и 10 голов соответственно.
27 января 2009 года Джонс подписал с «Сандерлендом» новый четырёхлетний контракт, положив конец слухам о переходе в «Тоттенхэм Хотспур».

### «Сток Сити»
11 августа 2010 года перешёл в «Сток Сити» за 8 миллионов фунтов, подписав четырёхлетний контракт.

### «Кардифф Сити»
28 января 2014 года Джонс был обменян в «Кардифф Сити» на Питера Одемвингие.
Вторую половину сезона 2014/15 он провёл в аренде в «Борнмуте».
Вторую половину сезона 2015/16 провёл в аренде в клубе чемпионата ОАЭ «Аль-Джазира».

### «Атланта Юнайтед»
15 июля 2016 года Джонс перешёл в будущий клуб MLS «Атланта Юнайтед».
Полгода перед началом выступлений «Атланты» в MLS Джонс провёл на правах аренды в тринидадском «Сентрале». В первой же игре в составе «Сентрала», в матче Лиги чемпионов КОНКАКАФ 2016/17 против «Спортинга Канзас-Сити» 17 августа 2016 года, он отличился забитым голом.
5 марта 2017 года в первом в истории «Атланты Юнайтед» матче MLS, против «Нью-Йорк Ред Буллз», Джонс вышел на замену на 85-й минуте вместо Эктора Вильяльбы. 15 апреля во встрече против «Монреаль Импакт» Джонс впервые вышел в стартовом составе и забил свой первый гол за «Атланту».
20 ноября 2017 года Кенуайн Джонс объявил о завершении карьеры.

### Сборная Тринидада и Тобаго
Кенуайн Джонс привлекался к играм за юношескую (до 18 лет), молодёжную (до 20 лет), Олимпийскую и национальную сборную Тринидада и Тобаго. Первый матч за сборную провёл 29 января 2003 года против Финляндии, завершившийся поражением 1:2. Первый гол за сборную Джонс забил 25 мая 2005 года в домашнем матче со сборной Бермудских островов.
Кенуайн был участником чемпионата мира 2006, на котором провёл два матча: против сборных Англии и Парагвая, проигранных 0:2 каждый. Федерацией футбола Тринидада и Тобаго Джонс был назван игроком 2007 года.

## Тренерская деятельность
В октябре 2021 года Джонс начал тренерскую карьеру, возглавив женскую сборную Тринидада и Тобаго.

## Личная жизнь
Кенуайн женат на Авалон Джонс и имеет троих детей: сына Азайя и двух дочерей-близняшек Ариану и Кейлин. Дядя игрока Филиберт Джонс (род. 1964) также занимался футболом и играл за сборную Тринидада и Тобаго.

## Достижения

### Командные
Дабл-Ю Коннекшн
- Серебряный призёр чемпионата Тринидада и Тобаго (2): 2003, 2004

Сток Сити
- Финалист Кубка Англии: 2010/11

### Личные
- Футболист года Тринидада и Тобаго: 2007
- Игрок года «Сандерленда»: 2007/08.

## Статистика выступлений
| Клуб              | Сезон            | Чемпионат | Чемпионат | Кубок | Кубок | Кубок Лиги | Кубок Лиги | Европейские кубки | Европейские кубки | Всего | Всего |
| Клуб              | Сезон            | Матчи     | Голы      | Матчи | Голы  | Матчи      | Голы       | Матчи             | Голы              | Матчи | Голы  |
| ----------------- | ---------------- | --------- | --------- | ----- | ----- | ---------- | ---------- | ----------------- | ----------------- | ----- | ----- |
| Джо Паблик        | 2002             | 11        | 9         | —     | —     | —          | —          | —                 | —                 | 11    | 9     |
| Дабл-Ю Коннекшн   | 2002/03          | 18        | 18        | —     | —     | —          | —          | —                 | —                 | 18    | 18    |
| Дабл-Ю Коннекшн   | 2003/04          | 13        | 12        | —     | —     | —          | —          | —                 | —                 | 13    | 12    |
| Дабл-Ю Коннекшн   | Итого            | 31        | 30        | —     | —     | —          | —          | —                 | —                 | 31    | 30    |
| Саутгемптон       | 2004/05          | 2         | 0         | 1     | 0     | 0          | 0          | 0                 | 0                 | 3     | 0     |
| → Шеффилд Уэнсдей | 2004/05          | 7         | 7         | 0     | 0     | 0          | 0          | 0                 | 0                 | 7     | 7     |
| → Сток Сити       | 2004/05          | 13        | 3         | 0     | 0     | 0          | 0          | 0                 | 0                 | 13    | 3     |
| Саутгемптон       | 2005/06          | 34        | 4         | 2     | 1     | 2          | 0          | 0                 | 0                 | 38    | 5     |
| Саутгемптон       | 2006/07          | 35        | 14        | 2     | 1     | 2          | 1          | 0                 | 0                 | 39    | 16    |
| Саутгемптон       | 2007             | 1         | 1         | 0     | 0     | 0          | 0          | 0                 | 0                 | 1     | 1     |
| Саутгемптон       | Итого            | 72        | 19        | 5     | 2     | 4          | 1          | 0                 | 0                 | 81    | 22    |
| Сандерленд        | 2007/08          | 33        | 7         | 0     | 0     | 0          | 0          | 0                 | 0                 | 33    | 7     |
| Сандерленд        | 2008/09          | 29        | 10        | 2     | 1     | 1          | 1          | 0                 | 0                 | 32    | 12    |
| Сандерленд        | 2009/10          | 32        | 9         | 1     | 0     | 3          | 0          | 0                 | 0                 | 36    | 9     |
| Сандерленд        | Итого            | 94        | 26        | 3     | 1     | 4          | 1          | 0                 | 0                 | 101   | 28    |
| Сток Сити         | 2010/11          | 34        | 9         | 6     | 1     | 2          | 2          | 0                 | 0                 | 42    | 12    |
| Сток Сити         | 2011/12          | 21        | 1         | 2     | 0     | 2          | 1          | 10                | 4                 | 35    | 6     |
| Сток Сити         | 2012/13          | 26        | 3         | 3     | 1     | 1          | 1          | 0                 | 0                 | 30    | 5     |
| Сток Сити         | 2013/14          | 7         | 0         | 1     | 1     | 2          | 4          | 0                 | 0                 | 10    | 5     |
| Сток Сити         | Итого            | 88        | 13        | 12    | 3     | 7          | 8          | 10                | 4                 | 117   | 28    |
| Кардифф Сити      | 2013/14          | 11        | 1         | 0     | 0     | 0          | 0          | 0                 | 0                 | 11    | 1     |
| Кардифф Сити      | 2014/15          | 34        | 11        | 2     | 2     | 0          | 0          | 0                 | 0                 | 36    | 13    |
| → Борнмут         | 2014/15          | 6         | 1         | 0     | 0     | 0          | 0          | 0                 | 0                 | 6     | 1     |
| Кардифф Сити      | 2015/16          | 19        | 5         | 0     | 0     | 1          | 0          | 0                 | 0                 | 20    | 5     |
| Кардифф Сити      | Итого            | 64        | 17        | 2     | 2     | 1          | 0          | 0                 | 0                 | 67    | 19    |
| → Аль-Джазира     | 2015/16          | 11        | 3         | 0     | 0     | —          | —          | 7                 | 1                 | 18    | 4     |
| → Сентрал         | 2016/17          | 5         | 4         | 0     | 0     | —          | —          | 2                 | 1                 | 7     | 5     |
| Атланта Юнайтед   | 2017             | 17        | 2         | 0     | 0     | —          | —          | 0                 | 0                 | 17    | 2     |
| Всего за карьеру  | Всего за карьеру | 419       | 134       | 22    | 8     | 16         | 10         | 19                | 6                 | 476   | 158   |